# Michel Pébereau

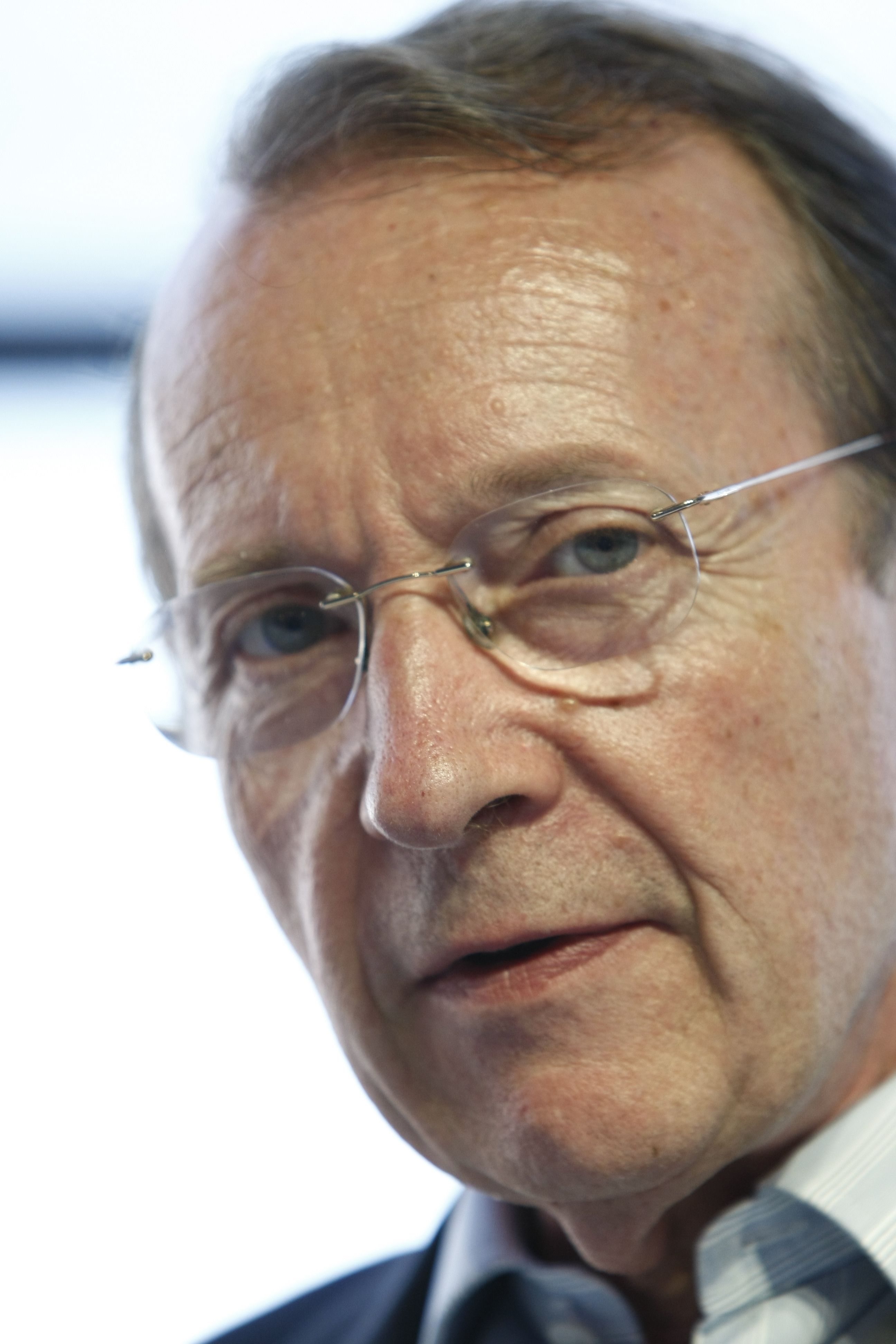
Michel Pébereau

Michel Pébereau (* 23. Januar 1942 in Paris) ist ein französischer Bankmanager. Er war von 1993 bis 2000 Generaldirektor der Banque Nationale de Paris und nach deren Fusion mit Paribas bis 2011 Vorsitzender von BNP Paribas.

## Leben
Als Absolvent der Eliteschulen École polytechnique und École nationale d’administration wurde Pébereau nach Studienende zunächst Finanzinspektor im Staatsdienst. 1986 leitete er die Privatisierung der Bank Crédit commercial de France, der er von 1986 bis 1993 vorstand, dann die Privatisierung der Banque Nationale de Paris, der er von 1993 bis 2000 vorstand. Nach einem erfolglosen Versuch, die Société générale zu übernehmen, gelang der Banque nationale de Paris die Übernahme der Paribas, was zur Entstehung der BNP Paribas im Jahr 2000 führte. Pébereau wurde Vorstandsvorsitzender des neuen Unternehmens und behielt diesen Posten bis 2003, als die Funktionen des geschäftsführenden Vorstands und des Vorsitzenden getrennt wurden. Seitdem übt Pébereau letztere Funktion aus. Daneben unterrichtete er von 1968 bis 2000 am Institut d’études politiques de Paris, zuletzt als Professor.

## Auszeichnungen
- 1994: European Banker of the Year[1]
- 2005: Großes Goldenes Ehrenzeichen für Verdienste um die Republik Österreich[2]